# Ayşe Hafsa Sultan
Ayşe Hafsa Valide Sultan (turco otomano: عائشہ حفصہ سلطان, "joven leona") (Kanato de Crimea, c. 1472 — Estambul, 19 de marzo de 1534), también conocida como Hafsa Sultan, fue la primera Valide Sultan del Imperio Otomano. Fue una de las consortes de Selim I y madre de Solimán el Magnífico.
Durante el período comprendido entre la entronización de su hijo en 1520 y su muerte en 1534, fue una de las personas más influyentes en el Imperio.

## Orígenes
Los historiadores más dotados creen que simplemente era una esclava proveniente de Crimea, y que fue enviada como un regalo especial de parte del Khan. 
Otros historiadores creen que Hafsa era una pariente lejana del Khan y que por eso la enviaron como regalo. Se desconoce con certeza hasta el día de hoy, pero lo que sí se tiene definido es que Hafsa nació en Crimea y a más tardar en 1472 (según registros históricos).
Otra teoría dice que Ayşe Hafsa pudo haber nacido como una gonji (princesa) de la Dinastía Giray, y que fue la hija de Meñli I Giray, sin embargo está teoría carece completamente de base histórica por lo que ya fue desmentida; la otra consorte de Selim I,  Ayşe Hatun, si era hija del Khan, por lo que probablemente eran confundidas por historiadores.

## Como consorte
Aunque no se convirtió en la esposa legal de Selim, podemos asumir que puede haber sido su concubina favorita. Hafsa llegó al harén de Trebisonda entre 1487 o 1488, como un regalo por parte del Khan de Crimea. 
En 1490, dio a luz a su primera hija, Hatice Sultan, quién más tarde se casó con el Kapudan de la flota otomana, Damat Iskender Paşa y tuvo al menos cinco hijos, pero actualmente se le han reconocido solamente dos. Hacia 1492 nació su segunda hija, Fatma Sultan, que se casó al menos tres veces y era conocida por sus constantes intrigas palaciegas, se desconocía si tuvo hijos. En 1493, tuvo otra hija, Beyhan Sultan, que se casó con Damat Ferhad Paşa y tuvo varios hijos, aunque solo una es conocida. 
Finalmente el 6 de noviembre de 1494 dio a luz a su único hijo varón y futuro sultán otomano, Solimán el Magnífico, considerado el sultán más famoso de todo el imperio (ya que por poco conquistó toda Europa y mantuvo el imperio en máximo esplendor por más de 30 años).
Desde 1512 residió en la ciudad de Manisa, en el oeste de Turquía, esta ciudad era una de las residencias tradicionales de los príncipes herederos otomanos (Şehzade) donde aprendían las principales labores de gobierno para más tarde ejercer como sultán. Con su hijo administró la ciudad circundante entre 1512 y 1520. En 1520 se le da aviso de la muerte del Sultán Selim I y parte a Constantinopla con su hijo a ocupar el trono de Sultán y ella de Valide sultan.
Fue la primera concubina en ser llamada por el título general de "Sultana" (título completo en turco: "Valide sultan", lieralmente, "la Reina Madre"), desde el 18 de septiembre de 1520 hasta el 19 de marzo de 1534.

## Hospicio y Hospital Mental Ayşe Hafsa Sultan

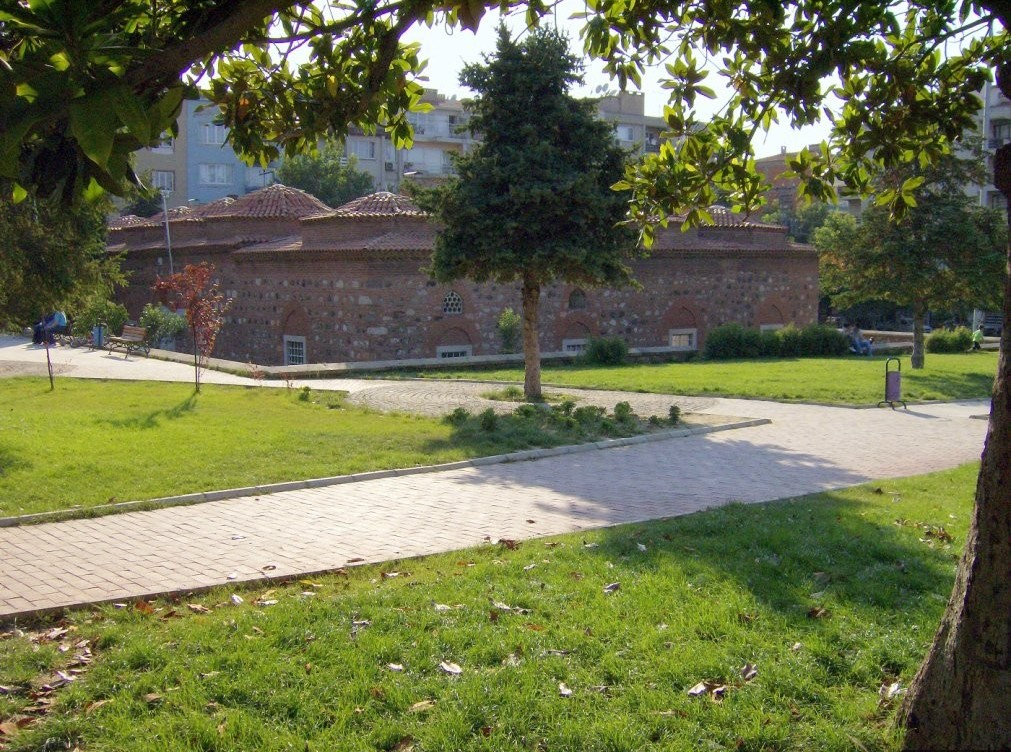
Hospital Mental en Manisa, construido por órdenes de Hafsa.

Un famoso Hospicio y hospital mental fue construido por Ayşe Hafsa Sultan en Manisa, Turquía. Residió en la ciudad de Manisa, en el oeste de Turquía, con su hijo, que administraba la región circundante entre 1513 y 1520. Esta ciudad es una de las residencias tradicionales de los príncipes herederos otomanos (Şehzade) donde les enseñaban para poder ser futuros Sultanes. Ayşe Hafsa Sultan fue la iniciadora del "Festival Mesir" de Manisa, una tradición local continuada hasta el día de hoy. Ella también construyó grandes complejos que constan de una mezquita, una escuela primaria, un colegio y un hospicio ajardinado en la ciudad.

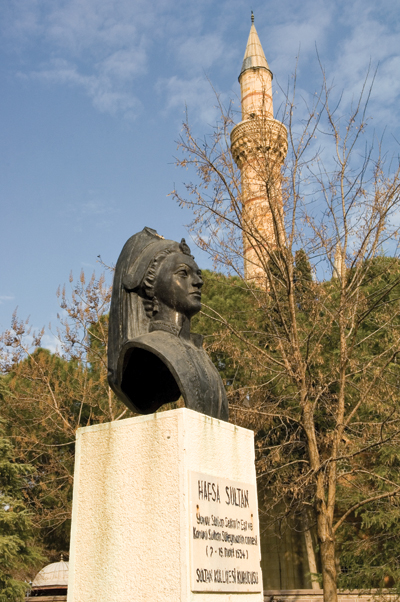
Busto de Ayşe Hafsa Sultan en Manisa.

## Descendencia
- Hatice Sultan (1490 — 1543), su primera hija, quien se casó en 1509 con el almirante Damat Iskender Paşa. No se volvió a casar nunca más luego de la ejecución de su marido, aunque algunas fuentes creen que luego se casó con Damat Çoban Mustafa Paşa, pero sería imposible ya qué seguía casado con su media hermana, Şehzade Sultan, hasta la muerte del paşa en 1529. Ella tuvo descendencia;
- Fatma Sultan (1492 — 1573), su segunda hija, se casó al menos tres veces. Su primer matrimonio ocurrió en 1516, fue todo un escándalo cuando su esposo, Damat Mustafa Paşa, reveló que era homosexual lo cual terminó en divorcio en 1520. En 1522, se casó con el futuro Gran Visir Damat Kara Ahmed Paşa, que luego fue ejecutado en 1555. Finalmente se casó por última vez en 1562 con Damat Hadım Ibrahim Paşa. Ella fue conocida por sus constantes intrigas tanto así, que llegó a ser expulsada del palacio por el sultán. No tiene descendencia conocida;
- Beyhan Sultan (1493 — 1557), su tercera hija, casada en 1513 con Damat Ferhad Paşa. Luego de la ejecución de su marido, se autoexilió lejos de la capital y nunca más volvió a casarse, así como tampoco volvió a ver su familia. Ella tuvo descendencia;
- Solimán el Magnífico (6 de noviembre de 1494 — 6 de septiembre de 1566), su único hijo varón y posteriormente sultán del Imperio Otomano entre 1520 y 1566. Logró la máxima expansión del imperio y casi logró conquistar todo Europa, considerado probablemente el mejor sultán de la historia otomana, incluso llegando a sobrepasar a Mehmed II. Él tuvo descendencia.

## Muerte
Ayşe Hafsa Sultan murió el 19 de marzo de 1534 por razones naturales, siendo enterrada cerca de su marido en un mausoleo detrás de la pared de la Mezquita Yavuz Selim, en Fatih, Estambul. El mausoleo fue prácticamente destruido por un terremoto en 1884, un esfuerzo de reconstrucción se inició en la década de 1900, pero habría quedado suspendido y su tumba es hoy mucho más simple de lo que fue construida originalmente en 1534.
En su funeral, el canciller real e historiador Celâlzâde Mustafa Çelebi le rindió homenaje con una extensa serie de elogios, comparándola con mujeres musulmanas veneradas. La comparó con Jadiya y Aisha, esposas de Mahoma, así como con la hija de este hombre, Fátima az-Zahra. Él destacó el ascetismo, pensamientos rectos y su participación activa de Hafsa en fundaciones caritativas y acciones virtuosas.

## En la cultura popular
En la serie de televisión de 2011-2014 Muhteşem Yüzyıl (conocida en América Latina como El Sultán), Ayşe Hafsa Sultan, más conocida como "Madre Sultana" fue interpretada por la actriz turca Nebahat Çehre.
| Predecesor: Título Creado        | Valide Sultan 1520 - 1534 | Sucesor: Nurbanu Sultan       |
| Predecesor: Emine Gülbahar Hatun | Valide-i Sa’ide 1520-1534 | Sucesor: Haseki Hürrem Sultan |